# Stazione di Fasano
La stazione di Fasano è la stazione ferroviaria della linea Adriatica posizionata nel territorio dell'omonimo comune.
Ha quattro binari funzionanti, per il servizio passeggeri sulla direttrice Bari-Brindisi-Lecce: presso di essa effettuano fermata vari treni regionali, InterCity e InterCity Notte. La stazione fu dotata di un secondo binario già da inizio novecento con fermata di tutti i treni (anche nazionali e internazionali) passanti fino alla seconda guerra mondiale.
La stazione, che dista circa tre chilometri dal centro abitato ed è situata nella zona pianeggiante che dalla città digrada verso Savelletri, è collegata a Fasano attraverso un servizio bus navetta.

## Servizi
La stazione dispone di:
- Biglietteria automatica
- Bar
- Servizi igienici